# تپه تقمر (۱)
تپه تقمر (۱) مربوط به دوره ساسانیان است و در شهرستان شاهرود، بخش بیارجمند، دهستان خوارتوران، ۱۰۰ متری جنوب غرب روستای تقمر واقع شده و این اثر در تاریخ ۳ خرداد ۱۳۸۶ با شمارهٔ ثبت ۱۹۱۸۳ به‌عنوان یکی از آثار ملی ایران به ثبت رسیده است.